# Thomas Jefferson Bowen
Thomas Jefferson Bowen (ur. 2 stycznia 1814, zm. 29 listopada 1875) – amerykański misjonarz protestancki.

## Życiorys
Urodził się w hrabstwie Jackson w stanie Georgia. Walczył w wojnie z Krikami w 1836 oraz w teksańskiej wojnie o niepodległość. Zaangażował się następnie w działalność misyjną. W 1850 przybył na terytorium obecnej Nigerii, jako pierwszy misjonarz Południowej Konwencji Baptystycznej ewangelizujący na tym właśnie obszarze. Osiadł ostatecznie w Ijaye w Jorubalandzie (1853). Z pomocą kilku rodaków udało mu się otworzyć ośrodki misyjne w Ogbomosho i Abeokucie. Afrykę opuścił przedwcześnie, bo w 1856, z uwagi na problemy zdrowotne. Zaangażował się w działania na rzecz osadnictwa afroamerykańskiego w Nigerii. Projekt akcji kolonizacyjnej tego typu utknął jednak w amerykańskiej Izbie Reprezentantów, nie doczekawszy się ostatecznie realizacji.
Doświadczenia misyjne pozwoliły mu zdobyć znaczną wiedzę na temat języka i kultury Jorubów. Po powrocie do Stanów Zjednoczonych opublikował słownik i gramatykę tegoż właśnie języka (1858). Praca ta zawiera jedne z najwcześniejszych zapisów typowo mówionego wariantu joruba.
Bowena upamiętniono w Nigerii nazywając na jego cześć uniwersytet w Iwo, założony w 2002.